# Sapphire (escritora)

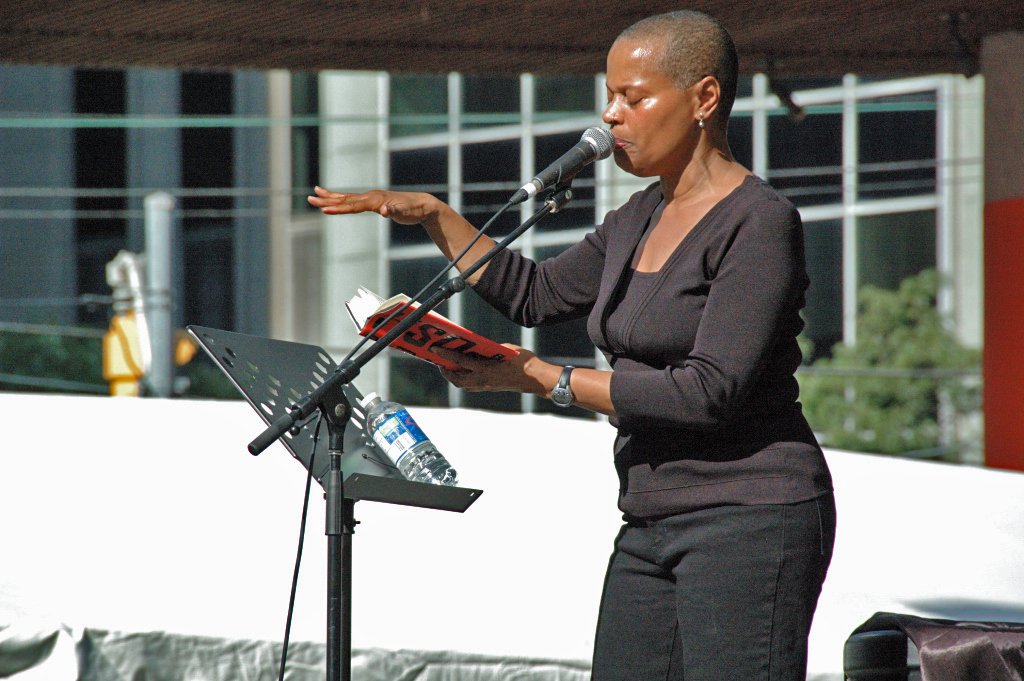
Sapphire en la presentación de Push, 2009

Sapphire (nacida Ramona Lofton, Fort Ord, California, 4 de agosto de 1950) es una escritora estadounidense. 
Hija de militares, vivió con sus tres hermanos en diferentes partes de Estados Unidos y en el extranjero. Tras la separación de sus padres, Lofton dejó los estudios y se mudó a San Francisco, donde obtuvo un GED y asistió al City College of San Francisco antes de convertirse en "hippie". A mediados de los 1970, asistió al City College of New York y obtuvo un máster en bellas artes en el Brooklyn College. Ramona tuvo más tarde distintos empleos antes de dedicarse a la literatura; es bisexual y vive actualmente en Nueva York.

## Adaptaciones de sus obras
- Precious (2009) adaptación de Push.